# 周濬
周濬，字希源，江西吉安府人，軍籍，明朝政治人物。進士出身。

## 生平
早年出身國子生，天順三年（1459年）舉己卯科江西鄉試第十六名。成化十四年（1478年）戊戌科會試第八十名，殿試登進士第三甲第一百六十四名。

## 家族
曾祖父周蘭方。祖父周孟塤。父亲周資貴。